# فريدريك كارلسن
فريدريك كارلسن (بالنرويجية البوكمول: Fredrik Carlsen)‏ هو لاعب كرة قدم نرويجي، ولد في 1 ديسمبر 1989 في أوسلو في النرويج. شارك مع منتخب النرويج تحت 18 سنة لكرة القدم ومنتخب النرويج تحت 21 سنة لكرة القدم. أما مع النوادي، فقد لعب مع نادي أوليسوند ونادي فوليرينغا.

## وصلات خارجية
- فريدريك كارلسن على موقع الاتحاد الأوربي (الإنجليزية)
- فريدريك كارلسن على موقع اتحاد النرويج (النرويجية)
- فريدريك كارلسن على موقع قاعدة بيانات كرة القدم.إي يو (الإنجليزية)
- فريدريك كارلسن على موقع Soccerway.com (الإنجليزية)
- فريدريك كارلسن على موقع IMDb (الإنجليزية)